# LG Swift L9
LG Swift L9 (P760) – smartfon produkowany przez LG Electronics. Zaprezentowany został w sierpniu 2012.

## Najważniejsze cechy i funkcje
- System operacyjny: Android 4.0 Ice Cream Sandwich z możliwością aktualizacji do 4.1.2 Jelly Bean
- Procesor: Texas Instruments OMAP 4430@1008MHz
- 1024 MB pamięci RAM
- Procesor graficzny: PowerVR SGX540@304MHz
- Wyświetlacz 4,7" o rozdzielczości 540 x 960 pikseli (234DPI)
- Wbudowana pamięć: 4 GB
- Możliwość rozszerzenia pamięci poprzez karty microSD i microSDHC (maks. 32 GB)
- Wbudowany aparat: 5 Mpx
- Nagrywanie wideo w rozdzielczości FullHD
- Szybki dostęp do internetu dzięki połączeniom 3G – HSPA+ oraz HSUPA i WLAN 802.11 b/g/n (2.4/5 GHz)
- Wbudowany moduł GPS z funkcją AGPS
- Radio FM stereo z RDS
- Akcelerometr
- Łączność Near Field Communication

## Modyfikacje
Od wersji systemu operacyjnego 4.1.2 producent umożliwił odblokowanie bootloadera, dzięki czemu użytkownik ma możliwość pełnej ingerencji w oprogramowanie telefonu. Na ten model został wydany CyanogenMod.